# Phường 6, Quận 11
Phường 6 là một phường thuộc Quận 11, Thành phố Hồ Chí Minh, Việt Nam.
Phường 6 có diện tích 0,17 km², dân số năm 2021 là 9.657 người,  mật độ dân số đạt 56.805 người/km².